# Блюмель, Гернот
Гернот Блюмель (нем. Gernot Blümel; род. 24 октября 1981, Вена) — австрийский политик, член Австрийской народной партии (АНП), бывший член Национального совета Австрии, министр финансов Австрии с 2020 года.

## Политическая карьера
С 2013 по 2015 год Блюмель был генеральным секретарём АНП, а с 2015 года — председателем её Венского отделения. С 2017 по 2019 год Блюмель занимал пост министра государственной канцелярии Австрии по делам ЕС, культуры, искусства и СМИ. Стал членом Национального совета Австрии после федеральных выборов 2019, но оставил мандат 7 января 2020 года в связи с переходом на должность министра.

## Подозрения в коррупции
11 февраля 2021 года австрийской прокуратурой были проведены сначала допрос Блюмеля, а затем и обыск в его венской квартире. Расследование касается подозрений коррупционной связи Блюмеля с австрийской компанией Novomatic. Следователи изучают возможные эпизоды посредничества Блюмеля в предполагаемых коррупционных отношениях руководства Novomatic с Себастьяном Курцем, бывшим в то время министром иностранных дел Австрии.